# بيروت.. حرية لا تشيخ
بيروت.. حرية لا تشيخ...، أحد الكتب النثرية من مؤلفات الشاعر العربي السوري نزار قباني، صدرت في عام 1992، عن منشورات نزار قباني في بيروت، لبنان.